# Marina Cavazzana
Marina Cavazzana o Cavazzana-Calvo (Venezia, 1959) è una pediatra e biologa italiana naturalizzata francese, conosciuta per i suoi lavori innovativi nella terapia genica.

## Biografia
Marina Cavazzana nasce a Venezia, il padre lavora per le ferrovie dello Stato e la madre è insegnante. Nel 1978 decide d'iscriversi alla facoltà di medicina dell'Università di Padova. Nel 1985 il professor Luigi Zanesco, responsabile della pediatria, la incita a fare un tirocino presso Éliane Gluckman, medico reputato nei trapianti di organi presso l'ospedale Saint-Louis. Il tirocinio, inizialmente previsto per sei mesi, si prolunga fino a un anno e mezzo, con rientro in Italia per un breve periodo. Laureata con specializzazione in pediatria presso l'Università di Padova, arricchisce la sua formazione con numerosi titoli accademici francesi, fra cui un master's degree in ematologia nel 1987, un postgraduate degree in immunobiotecnologie nel 1988 e un Dottorato di ricerca nel 1993 presso l'Università Paris VII - Denis-Diderot. Nel 2000 diventa professore presso questa stessa università.
Nel 1987 inizia a lavorare presso l'ospedale Necker-Enfants malades con il professor Alain Fischer, esperto d'immunologia pediatrica. Le loro ricerche sono incentrate sui rigetti dei trapianti e lei si concentra in particolare sulle bioterapie, che daranno vita poi a un dipartimento a loro dedicato nel 2003, di cui lei diventerà direttrice. I primi successi della sua collaborazione con Fischer e Salima Hacein-Bey arrivano nel 1999 con la terapia genica applicata a quelli che in francese sono chiamati enfants-bulle, ossia bambini con gravi deficienze immunitarie che li obbligano a vivere in ambiente sterile (bulle). La terapia è stata poi notevolmente migliorata utilizzando nuovi vettori retrovirali con successi crscenti.
Marina Cavazzana e i suoi colleghi si dedicano alla ricerca miglioramento della terapia genica, estendendola ad altre malattie del sistema emapoietico. Nel 2014 il gruppo di lavoro ottiene i primi successi con un bambino affetto da Anemia drepanocitica e l'anno successivo iniziano i primi trattamenti con un bambino affetto dalla sindrome di Wiskott-Aldrich.

## Premi e riconoscimenti
- 2004 - Premio Jean-Pierre Lecocq dell'Accademia francese delle scienze[9]
- 2006 - Premio per la ricerca dell'Institut national de la santé et de la recherche médicale (Inserm)[10]
- 2012 - Premio Irène Joliot-Curie[11]
- 2013 - Premio Stelle della fenice della Fondazione Teatro la Fenice[12]
- 2016 - Premio dell'Académie nationale de médecine[13]
- 2017 - Premio Fondation Guillaumat-Piel[14]
- 2017 - Premio Ernest Beutler della American Society of Hematology (ASH)[15]
- 2019 - Eletta membro internazionale della National Academy of Medicine[16]

## Pubblicazioni
- Marina Cavazzana-Calvo e Dominique Debiais, Les biomédicaments: "Que sais-je ?", (2011), isbn: 9782130616702
- Cavazzana-Calvo, M. e altri, Gene therapy of human severe combined immunodeficiency (SCID)-X1 disease, in "Science" (2000), CCLXXXVIII, pp. 669-672.